# إدزارد إرنست
إدزارد إرنست (مواليد 30 يناير 1948) طبيب أكاديمي بريطاني ألماني وباحث متخصص في دراسة الطب البديل والتكميلي. كان أستاذًا في الطب التكاملي في جامعة إكستر، ويزعم أنه أول منصب أكاديمي من هذا النوع في العالم في الطب البديل والتكميلي.
شغل إرنست منصب رئيس قسم الطب الطبيعي وإعادة التأهيل (بّي إم آر) في جامعة فيينا، لكنه ترك المنصب في عام 1993 ليؤسس قسم الطب التكميلي في جامعة إيكستر في إنجلترا. أصبح مديرًا لقسم الطب التكميلي في كلية بينينسيولا الطبية (بي إم إس) في عام 2002. كان إرنست أول من يشغل منصب كرسي لاينغ في الطب التكميلي، وتقاعد عام 2011.  ولد وتدرب في ألمانيا، حيث بدأ مسيرته الطبية في مستشفى المعالجة المثلية في ميونخ، وهو مواطن بريطاني منذ عام 1999.
إرنست هو مؤسس صحيفتين طبيتين هما: التركيز على العلاجات البديلة والتكميلية (التي كان رئيس تحريرها حتى توقفت في عام 2016) وصحيفة بيرفيوجن. ظهرت كتابات إرنست في عمود منتظم في صحيفة الغارديان، حيث قدم مراجعات للقصص الإخبارية حول الطب التكميلي من منظور طبي مسند بالدليل. منذ أن بدأ بحثه في الوسائل البديلة، اعتُبر إرنست «آفة الطب البديل» بسبب نشره أبحاثًا نقدية تفضح الطرق التي تفتقر لتوثيق فعاليتها. في عام 2015، منح جائزة جون مادوكس، برعاية مشتركة من منظمة سينس أباوت ساينس، ومجلة نيتشر العلمية، لشجاعته في الدفاع عن العلم. تطلق هارييت هول على إرنست اسم «أفضل خبير في العالم.. في مجال الطب البديل».

## بداية حياته
ولد إرنست في فيسبادن، ألمانيا، عام 1948. عندما كان طفلًا، كان طبيب عائلته طبيبًا تجانسيًا، واعتبره في ذلك الوقت جزءًا من الطب. كان كل من والده وجده طبيبين، وكانت والدته مساعدة مخبرية. أراد إرنست في الأصل أن يصبح موسيقيًا، لكن والدته أقنعته بأن الطب قد يكون جيدًا كمهنة «جانبية» يتابع فيها.

## بداية مسيرته المهنية وتدريبه
تأهل إرنست كطبيب في ألمانيا عام 1978 حيث أكمل أيضًا أطروحتي الماجستير والدكتوراه. تلقى تدريبًا في الوخز الأبري، وتدريب التحفيز الذاتي، والتداوي بالأعشاب، والمعالجة المثلية، والعلاج بالتدليك، والمعالجة النخاعية. تعلم المعالجة المثلية، والوخز الأبري ووسائل أخرى عندما كان في مستشفى المعالجة المثلية في ميونخ، عندها بدأ مسيرته الطبية. في عام 1988، أصبح أستاذًا في الطب الفيزيائي وإعادة التأهيل (بّي إم آر) في كلية هانوفر الطبية وفي عام 1990 أصبح رئيسًا لقسم الطب الفيزيائي وإعادة التأهيل في جامعة فيينا.

## عمله في الطب التكميلي
بحث إرنست، وهو أول أستاذ في العالم في الطب التكميلي، في الطب التكميلي مع التركيز على الفعالية والسلامة. يستعرض بحثه بشكل أساسي المراجعات المنهجية والتحليلات التلوية للتجارب السريرية؛ لم تجري المؤسسة أي تجارب سريرية لفترة من الزمن بسبب قيود الميزانية. نشر أكثر من 700 ورقة بحثية في المجلات العلمية. قال إن نحو خمسة بالمئة من الطب البديل مدعم بالأدلة، مع التذكير بانه إما غير مدروس بشكل كاف أو مدعوم بأدلة توضح عدم فعاليته.
عرف قسم إرنست في جامعة إيكستر الطب التكميلي على أنه «التشخيص، والعلاج و/أو الوقاية التي تكمّل الطب السائد من خلال المساهمة في كل مشترك، ومن خلال تلبية احتياجات لا تلبيها الأرثوذوكسية أو من خلال تنويع الأطر المفاهيمية للطب».
يؤكد إرنست، في ألمانيا والنمسا، على أن التقنيات التكميلية تمارس في أغلبها من قبل أطباء مؤهلين، في حين أنها في المملكة المتحدة تمارس بشكل رئيسي من غيرهم. يجادل أيضًا أن مصطلح «الطب البديل والتكميلي» (كام) هو مصطلح جامع لا معنى له تقريبًا، وأنه يجب التمييز بين أساليبه.

منذ بداية بحثه في الأساليب البديلة، اعتبر إرنست بأنه «آفة الطب البديل» بسبب نشره الأبحاث النقدية. في منشور له في عام 2008 في المجلة البريطانية للممارسة العامة، اقتصرت علاجاته المدرجة التي «تسبب وضوحًا الفائدة أكثر من الضرر» على الوخز الأبري لعلاج الغثيان والتهاب المفاصل التنكسي؛ وطب الروائح كعلاج مخفف للسرطان؛ والتنويم المغناطيسي لألم المخاض؛ والتدليك، والعلاج بالموسيقى، والعلاج بالاسترخاء للأرق والقلق؛ وبعض المستخلصات النباتية مثل نبتة القديس يوحنا للاكتئاب؛ والزعرور لقصور القلب الاحتقاني؛ وصمغ الغوار لمرض السكري.
نناقش أنا والاختصاصي بعلم الأخلاق كيفين سميث في كتابنا هل الفائدة أكبر من الضرر؟ المشاكل الأخلاقية العديدة المتعلقة بالطب البديل واستنتجنا بشكل أساسي أنه من غير الممكن ممارسة الطب البديل أخلاقيًا.
قدم إرنست في أول مؤتمر عالمي معني بالتفكير والعمل العلمي، الذي أقيم في 17-20 مارس عام 2021. تحدث عن مجازفات ومخاطر الطب البديل، مشيرًا إلى المعالجة المثلية والمعالجة اليدوية على أنهما أكثر المجالات إشكالية في الطب البديل في ذلك الوقت.

## تقرير سمول وود
في عام 2005، زعم تقرير للخبير الاقتصادي كريستوفر سمولوود، بتكليف شخصي من الأمير تشارلز، أن الطب البديل فعال من حيث التكلفة ويجب أن يكون متوفرًا في الخدمات الصحية الوطنية (إن إتش إس). أُدرج إرنست في البداية كمتعاون في التقرير، لكنه طلب أن يزال اسمه بعد أن ألقى نظرة على مسودة التقرير أقنعته أن سمولوود «كتب الاستنتاجات قبل النظر إلى الأدلة». لم يتطرق التقرير إلى ما إذا كانت علاجات الطب البديل فعالة حقًا ووصفه إرنست بأنه «هراء مضلل بالكامل».
انتقد محرر مجلة ذا لانسيت ريتشارد هورتون إرنست بدوره بسبب إفصاحه عن محتويات التقرير عندما كان ما يزال في صيغة مسودة. كتب هورتون في رسالة إلى صحيفة التايمز في 29 أغسطس عام 2005: «يبدو أن الأستاذ إرنست كسر جميع القوانين المهنية للسلوك العلمي بكشفه عن مراسلات تشير إلى وثيقة قيد المراجعة والتعديل قبل النشر. هذا الخرق للثقة يدعو للأسف».
قدم السكرتير الخاص بالأمير تشارلز، السير ميشيل بيت، شكوى متعلقة بانتهاك السرية في جامعة إكستر. على الرغم من تبرئته من المخالفة، قال إرنست إن الظروف المحيطة بالتحقيق الجامعي الذي أعقب ذلك أدت إلى تقاعده.
قدم إرنست في عدد 1 يناير عام 2006 من المجلة البريطانية للممارسة العامة، نقدًا مفصلًا للتقرير.